# Municipio de Geneva (condado de Van Buren)
El municipio de Geneva (en inglés: Geneva Township) es un municipio ubicado en el condado de Van Buren en el estado estadounidense de Míchigan. En el año 2010 tenía una población de 3573 habitantes y una densidad poblacional de 38,99 personas por km².

## Geografía
El municipio de Geneva se encuentra ubicado en las coordenadas 42°23′1″N 86°9′42″O / 42.38361, -86.16167. Según la Oficina del Censo de los Estados Unidos, el municipio tiene una superficie total de 91.63 km², de la cual 91,02 km² corresponden a tierra firme y (0,67 %) 0,61 km² es agua.

## Demografía
Según el censo de 2010, había 3573 personas residiendo en el municipio de Geneva. La densidad de población era de 38,99 hab./km². De los 3573 habitantes, el municipio de Geneva estaba compuesto por el 80,38 % blancos, el 7,02 % eran afroamericanos, el 1,37 % eran amerindios, el 0,22 % eran asiáticos, el 8,12 % eran de otras razas y el 2,88 % eran de una mezcla de razas. Del total de la población el 13,55 % eran hispanos o latinos de cualquier raza.